# Bambusa papillata
Bambusa papillata är en gräsart som först beskrevs av Qi Hui Dai, och fick sitt nu gällande namn av Kai Min Lan. Bambusa papillata ingår i släktet Bambusa och familjen gräs. Inga underarter finns listade i Catalogue of Life.